# Erik Housted
Erik Housted (født 1944) er en dansk lokalhistoriker.
Housted blev ansat i Amagerbanken i 1961, tog en HD i finansiering fra Handelshøjskolen i København 1973 og blev pensioneret ultimo 2011.
Siden 1971 har han skrevet om dansk maritim-, militær- og lokalhistorie med særlig vægt på 1600-, 1700- og 1800-tallet og med fokus på Amager og Fredericia.
Han har været kasserer i Forlaget Maritim Kontakt til ultimo 2012 og har været revisor i Selskabet for Københavns Historie. Er nu bosiddende i Sønderborg.

## Forfatterskab i udvalg
- Fra færgesmakke til hængebro. Snoghøj-Middelfart færgefarts historie, Fredericia: Elbo Tryk 1977.
- Fra limfabrik til bankhus – nogle træk af Amagerbros historie, Amagerbanken A/S 1978.
- Til rigernes forsvar, gavn og bedste. Fredericia som garnisonsby i 300 år 1679 – 25. november – 1979, Fredericia garnisons 300 års Jubilæumsfond 1979.
- Befæstningsanlæg i Dragør kommune, Arbejdsgruppen til bevaring af Københavns Befæstning 1980.
- Hilsen fra Amager. Amagerhistorie illustreret af gamle postkort fra Islands Brygge til Dragør, Lamberths Forlag 1985.
- "Våbnenes rækning og virkning gennem tiderne og konsekvenserne heraf for befæstningerne indtil 1932", i Palle Bolten Jagd (red.): Danske Forsvarsanlæg i 5000 år, II. Del: 1684-1932, Martins Forlag 1986.
- Fattig-Holm. Tre guldalderskæbner. Guldsmeden Michael Holm 1774-1860, kobberstikkeren Jens Holm 1776-1859, maleren Heinrich Gustav Ferdinand Holm 1803-1861, København: Forlaget Rhodos 1994.
- En matador på Amager. Eberts Villaby og dens grundlægger Hermann Ebert, udg. af Grundejerforeningen Eberts Villaby i anledning af 100-året 1896 – 11. september – 1996, 1996.
- Fra det nu forsvundne Sundby, Strandbergs Forlag 1998.
- Fredericia fæstnings historie, bind II, Tiden 1700-1847, bd. III Tiden efter 1847, 2010. (Bd. I, Tiden indtil 1700, forfattet af Bjørn Westerbeek Dahl)